# Heimatmuseum (Roman)
Der Roman Heimatmuseum von Siegfried Lenz erschien im Jahr 1978. Der großangelegte Roman ist stark autobiographisch geprägt und schildert den Einfluss der Kriege auf das schöne und friedliche Masuren, das zwischen die Fronten beider Weltkriege gerät.
Ähnlich wie sein früheres Werk So zärtlich war Suleyken ist dieser Roman eine Liebeserklärung an seine Heimat.
In ausführlichen Beschreibungen der Menschen und ihrer Bräuche sowie der Landschaft lässt Siegfried Lenz das alte Masuren wiederauferstehen, so dass der Roman selbst zu einer Art Heimatmuseum für Masuren wird.

## Inhalt
Der Erzähler des Romans, der Teppichwirker Zygmunt Rogalla, liegt im Krankenhaus, nachdem er sich beim Brand seines Hauses schwere Verletzungen zugezogen hat. Dieser Brand ist allerdings nicht zufällig entstanden: Vielmehr hat er selbst das Feuer im Nachbarhaus gelegt, einem Heimatmuseum, das den Landstrich Masuren im ehemaligen Ostpreußen zum Thema hatte. Zygmunt Rogalla hat dieses Museum bei seiner Flucht aus seiner masurischen Heimat nach Westen mitgebracht – und fand sich schließlich in einer Situation wieder, in der ihm keine Wahl blieb, als es zu zerstören. Die Hintergründe schildert er dem Freund seiner Tochter, der ihn als Einziger aus der Familie am Krankenbett besucht, in aller Ausführlichkeit.
In seiner Kindheit, die er in der fiktiven Stadt Lucknow in Masuren verbringt, schließt Zygmunt eine schicksalhafte Freundschaft mit dem gleichaltrigen Konrad „Conny“ Karrasch, dem Sohn des Gefängnisdirektors. Damals erscheint ihm sein Heimatland ein idyllischer Ort zu sein (noch das Stadtgefängnis wird als „das schönste Gefängnis Masurens“ bezeichnet), doch diese Idylle bekommt sehr schnell erste Risse: Auf einer winterlichen Wolfsjagd werden beide Kinder Zeugen des Todes eines Angehörigen der polnischen Minderheit, bei dem nicht klar wird, ob es sich um einen Jagdunfall oder eine unerkannte Gewalttat handelt. Als Schüler erleben sie den Ausbruch des Ersten Weltkrieges, der für Zygmunt mehrere Schicksalsschläge bereithält: so wird er als Plünderer beinahe exekutiert, erlebt den Tod seines Vaters durch Granatenbeschuss, und schließlich werden Mutter und Sohn von dem unsympathischen Großvater aus ihrem kleinen Haus vertrieben. Zygmunts Onkel Adam nimmt die beiden auf.
Das ist ein Wendepunkt in Zygmunts Leben. Denn sein Onkel Adam ist freiberuflicher Heimatforscher, und sein Haus mit seinen Sammlungen ist schon ein Museum, als die beiden dort einziehen. Begeistert wird er der Gehilfe seines Onkels, und auch seine Berufswahl, als er nach Kriegsende die Schule verlässt, hat einen starken Heimatbezug: Er erlernt die Kunst des Webens masurischer Teppiche bei der größten lebenden Meisterin dieses Fachs, der Teppichwirkerin Sonja Turk, die ihn als den einzigen Lehrling akzeptiert, den sie je angenommen hat. Zeit ihres Lebens wird sie ihm mit Rat und Tat zur Seite stehen. Konrad Karrasch wird zunächst Druckerlehrling.
Mag Onkel Adam als Heimatforscher ohne Ansehen der Sache sammeln, was ihm in die Finger gerät, solange es nur historische Zeugniskraft besitzt, so ist er doch ein Teil der deutschen Honoratiorenschaft der Stadt, und als nach dem Krieg im Jahr 1920 die Bevölkerung in Ost- und Westpreußen vor die Wahl gestellt wird, ob sie zu Deutschland oder zu Polen gehören will, greift er ohne Zögern auf die Bestände seiner Sammlung zurück, um Propaganda für die deutsche Seite zu machen. Durch Zufall entdeckt Zygmunt, dass sein Freund Conny – gemeinsam mit seinem Meister Weinknecht, der für Conny eine ebenso große Bedeutung hat, wie Sonja Turk für ihn – Propagandaplakate für Polen klebt. Dessen ungeachtet ergibt sich eine Mehrheit für Deutschland, die wie ein Sieg gefeiert wird.
Scheinbar friedlich vergehen die Jahre: Onkel Adam erkrankt an schwerem Gedächtnisverlust und kehrt irgendwann nicht mehr nach Hause zurück. Schließlich erhält Zygmunt Nachricht von seinem Unfalltod und übernimmt nun das Museum als sein Erbe, das in dieser Zeit auch den regulären Besucherbetrieb eröffnet. Zygmunt beendet seine Ausbildung und erhält seinen Meisterbrief. Konrad Karraschs Talent für Worte wird entdeckt, und er wird vom Drucker zum redaktionellen Mitarbeiter der Lucknower Zeitung, angetrieben vom Widerspruchsgeist gegen die überall aufstrebende nationalistische Gesinnung, die sich auch immer wieder in Aggressionen gegen die polnische Minderheit entlädt. An dem Tag, als Zygmunt Connys Schwester Edith heiratet, kann auch er nicht mehr die Augen verschließen, denn der Segen des Pfarrers geht in dem lautsprecherverstärkten Dröhnen einer Hitlerrede unter.
Nach der Machtergreifung wird Zygmunt von den Behörden aufgefordert, das Heimatmuseum im Sinne völkischer Kriterien neu zu organisieren und insbesondere alle Ausstellungsstücke herauszunehmen, die auf slawische und insbesondere polnische Einflüsse und Traditionen in Masuren hinweisen. Er entzieht sich diesen Forderungen, indem er sein Museum – immer noch eine private Sammlung – für die Öffentlichkeit schließt. Er und seine Familie sind damit zwar aus der Schusslinie, doch die scheinbare Idylle um ihn herum wird immer brüchiger. So liegt eines Tages ein Toter in der polnischen Arbeitersiedlung von Lucknow, bei dem es sich um Connys Meister Weinknecht handelt, und dessen Leichnam offensichtlich nach seinem Tode dorthin gebracht wurde, um einen Vorwand für die Deportation der Polen zu finden. Conny Karrasch selbst schreibt eine launige Geschichte über einen örtlichen Gedenktag zum Ersten Weltkrieg, die zu seiner sofortigen Entlassung und zum Zwangsverkauf der Lucknower Zeitung führt. Und Orte und Menschen in Masuren legen im Rahmen einer freiwilligen „Germanisierung“ ihre allzu slawisch klingenden Namen ab.
Als der Zweite Weltkrieg ausbricht, wird Zygmunt nach kurzer Zeit zur Wehrmacht einberufen, doch findet dieser Abschnitt seines Lebens nach einer Konfrontation mit polnischen Partisanen aufgrund einiger Granatsplitter in seinem Körper ein jähes Ende. Solange der Krieg für Deutschland günstig verläuft, scheint Masuren ansonsten davon nur zu profitieren, wenn auch bald als erstes Menetekel ausgebombte Städter aus dem Westen Deutschlands dorthin fliehen. Und mit dem Kriegswinter 1941/42 und dem Stocken des deutschen Angriffs vor Moskau endet auch der allgemeine Optimismus. Conny Karrasch klebt anonyme Plakate, die zum Nachdenken ermahnen sollen. Eine Weile lang bleibt er unentdeckt, wird dann aber verhaftet, kurz bevor die sowjetische Armee Masuren einschließt. Lucknow wird viel zu spät evakuiert, und auf dem Flüchtlingstreck in den Westen sterben alle Mitglieder der Familie Rogalla außer Zygmunt. Er selbst findet sich mit dem letzten geretteten Inventar seines Heimatmuseums in Schleswig-Holstein am Ufer der Schlei wieder.
Ein Neuanfang scheint zu gelingen: Zygmunt heiratet zum zweiten Mal, und mit der Hilfe seiner Frau und zudem seines Meisterschülers Marian und seines alten Mitschülers Simon Gayko, die den Krieg überlebt haben, kann er nicht nur eine eigene Weberei gründen, sondern in unmittelbarer Nachbarschaft dazu auch ein masurisches Kemenatenhaus errichten, in dem das Heimatmuseum wiedereröffnet wird. Am Tag der Eröffnung trifft er auch wieder mit seinem alten Freund Konrad Karrasch zusammen, der die letzten Jahre in einem sowjetischen Straflager verbracht hat. Aber der hat sich komplett verwandelt: Aus dem Apostel der Toleranz gegenüber nationalen Minderheiten ist ein verbissener Verteidiger des Rechts auf Heimat geworden. Das Verhältnis der beiden Freunde bleibt kühl.
Mit den Jahren wird Zygmunt außerdem immer deutlicher vor Augen geführt (nicht zuletzt von seinen eigenen Kindern), dass das Interesse an der alten Heimat nur bedingt auf die jüngere Generation übertragbar ist. Er erkennt: „Niemand kann das Insekt im Bernstein zum Leben erwecken.“ Umso bitterer stößt ihm das Verhalten von Conny Karrasch auf, der immer stärker dazu tendiert, das Heimatmuseum für politische Forderungen zu instrumentalisieren. Als Karrasch zu diesem Zweck auch noch mit dem ehemaligen Nazi-Statthalter von Lucknow paktiert und von Zygmunt dieselbe politisch motivierte Säuberung des Museumsinventars fordert, der er sich unter den Nazis entzogen hat, beschließt Zygmunt, die Zeugen der Vergangenheit endgültig vor solchem Missbrauch zu schützen – durch ihre Vernichtung.

## Verfilmung
1988 erschien der Fernseh-Dreiteiler Heimatmuseum unter der Regie von Egon Günther und mit Helmut Zierl in der Rolle des Zygmunt Rogalla.